# Yann Guyot
Yann Guyot (Vannes, 18 de febrer de 1986) és un ciclista francès, professional des del 2015. Actualment corre a l'equip Armée de Terre.

## Palmarès
- 2008
  - 1r al Gran Premi de Plouay amateur
  - Vencedor d'una etapa del Circuit des plages vendéennes
- 2009
  - Vencedor d'una etapa del Circuit des plages vendéennes
- 2010
  - 1r a la Roue tourangelle
  - 1r a la Ronde mayennaise
- 2011
  - 1r als Boucles du Haut-Var i vencedor d'una etapa
  - 1r al Gran Premi de Plouay amateur
  - Vencedor d'una etapa dels Boucles de la Marne
  - Vencedor d'una etapa dels Dos dies de Machecoul
- 2012
  - 1r a la Manche-Atlantique
  - Vencedor d'una etapa del Tour del Cantó de Saint-Ciers
- 2013
  - 1r a la Bordeus-Saintes
- 2014
  -  Campió de França amateur en ruta
  - 1r al Gran Premi Cristal Energie
  - 1r al Gran Premi dels Marbrers
  - 1r al Tour Nivernais Morvan i vencedor d'una etapa
  - 1r a La Melrandaise
  - 1r al Tour del Pays du Roumois
  - 1r als Boucles de l'Austreberthe
  - 1r a la París-Connerré
  - Vencedor d'una etapa del Tour de Bretanya
  - Vencedor d'una etapa del Tour de Moselle
- 2015
  - Vencedor d'una etapa del Tour de Loir i Cher